# 津名港
津名港（つなこう）は、兵庫県淡路市志筑（淡路島）にある地方港湾。管理者は兵庫県。佐野港区、志筑港区、塩田港区から成り、志筑川と宝珠川が注ぐ。現在航路はなく、ターミナルビルはバスターミナルとして利用されている。

## 航路
現在航路は無い。淡路市長の門康彦はIR（統合型リゾート）の大阪誘致を念頭に、大阪・神戸と津名港・交流の翼港とを結ぶ案に言及している。

### かつて存在した航路
- 大阪湾フェリー・南海淡路ライン
  - 津名港 - 深日港・泉佐野港（1988年 - 2007年1月31日）[4]
- 共同汽船
  - 洲本港 - 津名港 - 神戸港中突堤・関西国際空港・大阪港天保山（1998年廃止）
- 甲子園高速フェリー
  - 津名港 - 西宮港（1971年11月25日 - 1998年8月31日）[4]
- 淡路エアポートライン
  - 津名港 - 関西国際空港（1998年 - 2001年運航）
- 大阪淡路ライン
  - 津名港 - 大阪港天保山（2002年10月 - 同年12月運航）
- 関西汽船・南海中央フェリーボート
  - 志筑港 - 泉大津港（1972年4月 - 1975年3月11日）[4]

## 歴史
畿内交通の要所で、江戸時代には志筑浦は風待ち港でもあった。風に恵まれれば約6時間で浪花に到着したと言われる（距離は約70㎞）。
近現代の旅客航路の歴史は比較的新しく、志筑港区のフェリー埠頭の整備によって、1971年に甲子園フェリーが西宮航路を開設したのを端緒とする。翌1972年には関西汽船と南海中央フェリーが泉大津航路を開設、カーフェリーの港として次第に発展するが、泉大津航路は1975年に廃止されるなど、当初は必ずしも順調な歩みではなかった。
1981年に共同汽船の阪神 - 洲本旅客船航路が寄港を開始。当初は大阪・神戸各1往復だったが、1985年に大鳴門橋が完成、高速道路が津名一宮インターチェンジまで開通するのに合わせて、港湾整備の進んだ津名港に大半の便が寄港、淡路島の玄関口としての役割を担うようになった。
1988年には大阪湾フェリーが深日港 - 洲本港航路の過半（のち全便）を津名港発着に変更、1990年代に入ると現在の津名港ターミナルが完成し、旅客船航路が志筑から移動、淡路交通のバスターミナルも志筑を廃止し、こちらに集約された。1994年に関西国際空港が開港すると共同汽船の大阪航路の一部が空港経由となり、この時期が旅客航路のピークとなった。
1998年、明石海峡大橋が開通すると、同時に共同汽船は全航路を廃止、同年中に甲子園フェリーも廃止され、最後に残った南海淡路ライン（旧大阪湾フェリー）も2007年には休止となった。以来、津名港ターミナルビルは各種路線バスや高速バスのターミナルとして活用されている。また、2013年にはあわじ島つな港海の駅（愛称：おのころんマリンステーション）がオープンした。

## 津名港を発着するバス路線
高速バス路線は共同汽船が津名港を経由していた関係で明石海峡大橋開通後も洲本BC（洲本BC供用開始までは洲本港）発着の高速バスは全便津名港を経由する形を取っていた。しかし、2007年以降、西日本JRバス・本四海峡バス運行路線で一部洲本ICを経由し始めるなど、津名港を経由しない便が出た。津名港ターミナルビルにはバス運行会社の窓口があったが本四海峡バス（本四海峡バス便と共同運行会社便を発券）は2008年に、淡路交通（淡路交通便と共同運行会社便を発券）は2020年に閉鎖されている。高速舞子 - 津名港間の定期乗車券は志筑・津名臨海公園・ワールドパークおのころ・宇山・洲本バスセンターと同様に他淡路島内停留所に比べて片道運賃の割に高く設定されているため、通勤・通学の場合は津名一宮ICなどで乗降車する方が安いとされている。淡路交通は2019年10月のダイヤ改正で津名港以北の一般路線が全て廃止されコミュニティバスに転換、当初は停車本数が多かったが2020年10月1日のダイヤ改正で停車本数が大幅に削減された。
本四海峡バス淡路営業所移転に伴い、本四海峡バス担当便の一部が津名港まで延伸。 なお東浦バスターミナル〜津名港は本四海峡バス大磯号の単独路線のため淡路交通、神姫バス、西日本JRバス（かけはし号）、本四海峡バス（かけはし号）の４社共通乗車券は使用出来ない。

### 発着バス一覧
【高速】は高速バスで、1・2番乗り場発着のバスは洲本バスセンター発着のバスで且つクローズドドアシステム採用の高速バス。【IC】は交通系ICカードの利用が可能。
| バス停番号 | 路線名・バス愛称名 | 路線名・バス愛称名 | 行先 | 運行会社                                    |
| ---------- | --- | --- | --- | ------------------------------------------- |
| 1          | 【高速】【IC】AWAJI EXPRESS学園都市・洲本線 【高速】【IC】ハーバーライナー （■急行・■各停タイプ） 【高速】【IC】大磯号 高速舞子（始発便のみ）               | 【高速】【IC】AWAJI EXPRESS学園都市・洲本線 【高速】【IC】ハーバーライナー （■急行・■各停タイプ） 【高速】【IC】大磯号 高速舞子（始発便のみ）               | 高速舞子 - 学園都市駅前                                                                                 | 淡路交通 神姫バス 本四海峡バス              |
| 2          | 【高速】【IC】かけはし号・かけはし洲本温泉号 【高速】【IC】AWAJI EXPRESS三ノ宮・洲本線 【高速】【IC】ハーバーライナー （■急行・■各停・■観光アクセスタイプ） | 【高速】【IC】かけはし号・かけはし洲本温泉号 【高速】【IC】AWAJI EXPRESS三ノ宮・洲本線 【高速】【IC】ハーバーライナー （■急行・■各停・■観光アクセスタイプ） | 高速舞子 - 神戸三宮 - （新神戸駅） - （神戸空港）                                                       | 淡路交通 神姫バス 西日本JRバス 本四海峡バス |
| 2          | 【高速】【IC】大磯号 （岩屋中学校前まで一般道路経由） | 【高速】【IC】大磯号 （岩屋中学校前まで一般道路経由） | 高速舞子 - 神戸三宮 - 新神戸駅                                                                          | 西日本JRバス 本四海峡バス                   |
| 3          | （路線）縦貫線 | （路線）縦貫線 | ワールドパークおのころ - 洲本BC（- 下加茂）                                                             | 淡路交通                                    |
| 4          | （現在未使用） | （現在未使用） | （現在未使用）                                                                                          | （現在未使用）                              |
| 5          | 淡路市生活観光バス路線 （あわ神あわ姫バス） | 11系統・南部観光周遊回り | ワールドパークおのころ - 津名一宮IC - 伊弉諾神宮前- パルシェ - 五斗長垣内遺跡前 - 北淡IC - 北淡事務所前 | 本四海峡バス （淡路市より運行委託）         |

## 周辺
- 淡路市役所
- 兵庫県立津名高等学校
- 関西看護医療大学
- 上新電機（ジョーシン津名店）
- イオン淡路店
- 森長組志筑支店
- 淡路交通津名出張所
- 沖物産本社・大阪湾工場
- 東洋合成工業淡路工場